# Duomo di Castroreale
Il Duomo di Castroreale o Duomo di Santa Maria Assunta, sorge in piazza Duomo e il prospetto principale si affaccia su piazza Duomo e Corso Umberto I. È la più grande delle chiese di Castroreale. Appartenente all'arcidiocesi di Messina-Lipari-Santa Lucia del Mela, vicariato di Barcellona Pozzo di Gotto sotto il patrocinio di San Sebastiano, arcipretura di Castroreale, parrocchia di Santa Maria Assunta.

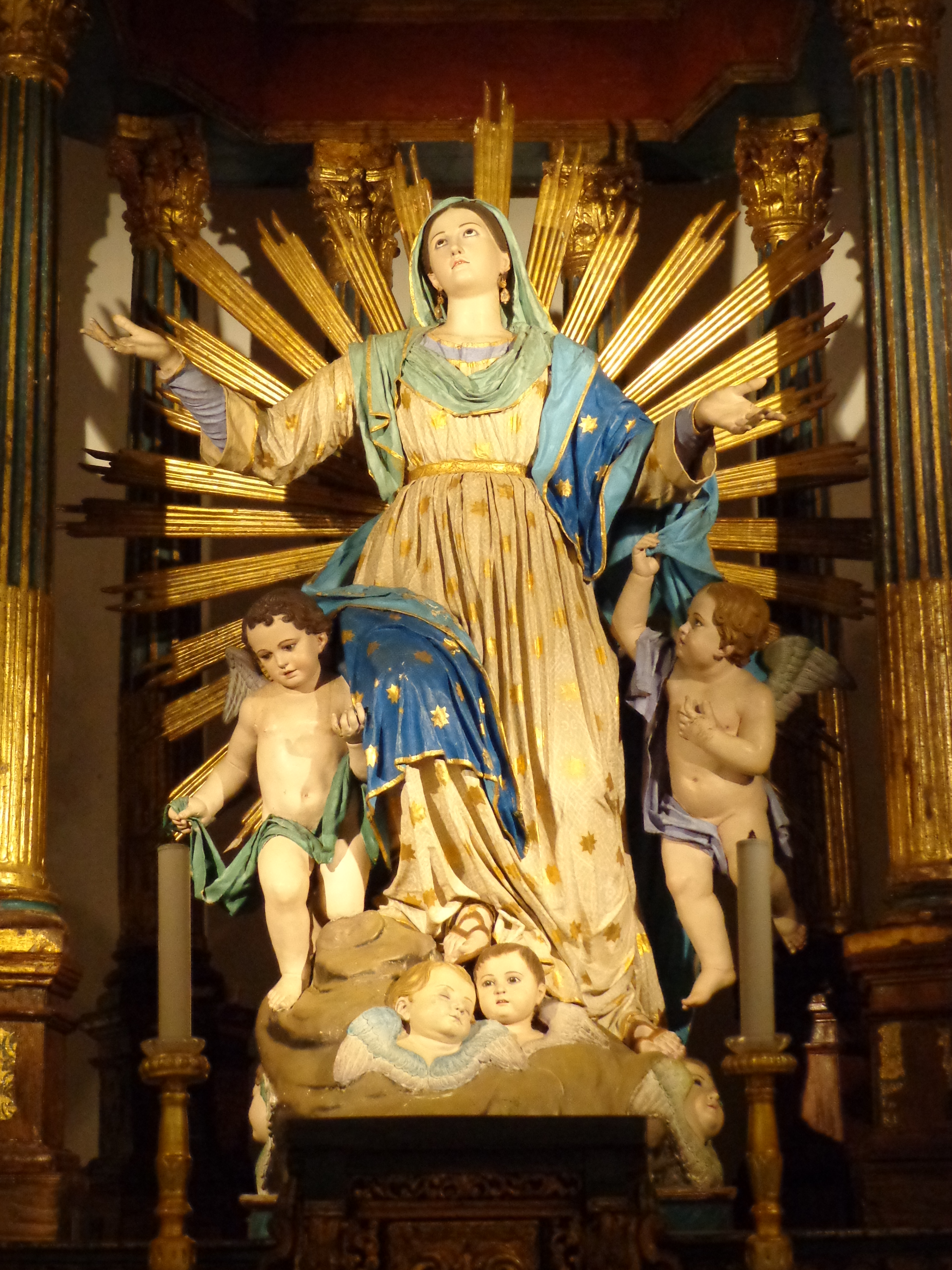
La statua di "Santa Maria Assunta".

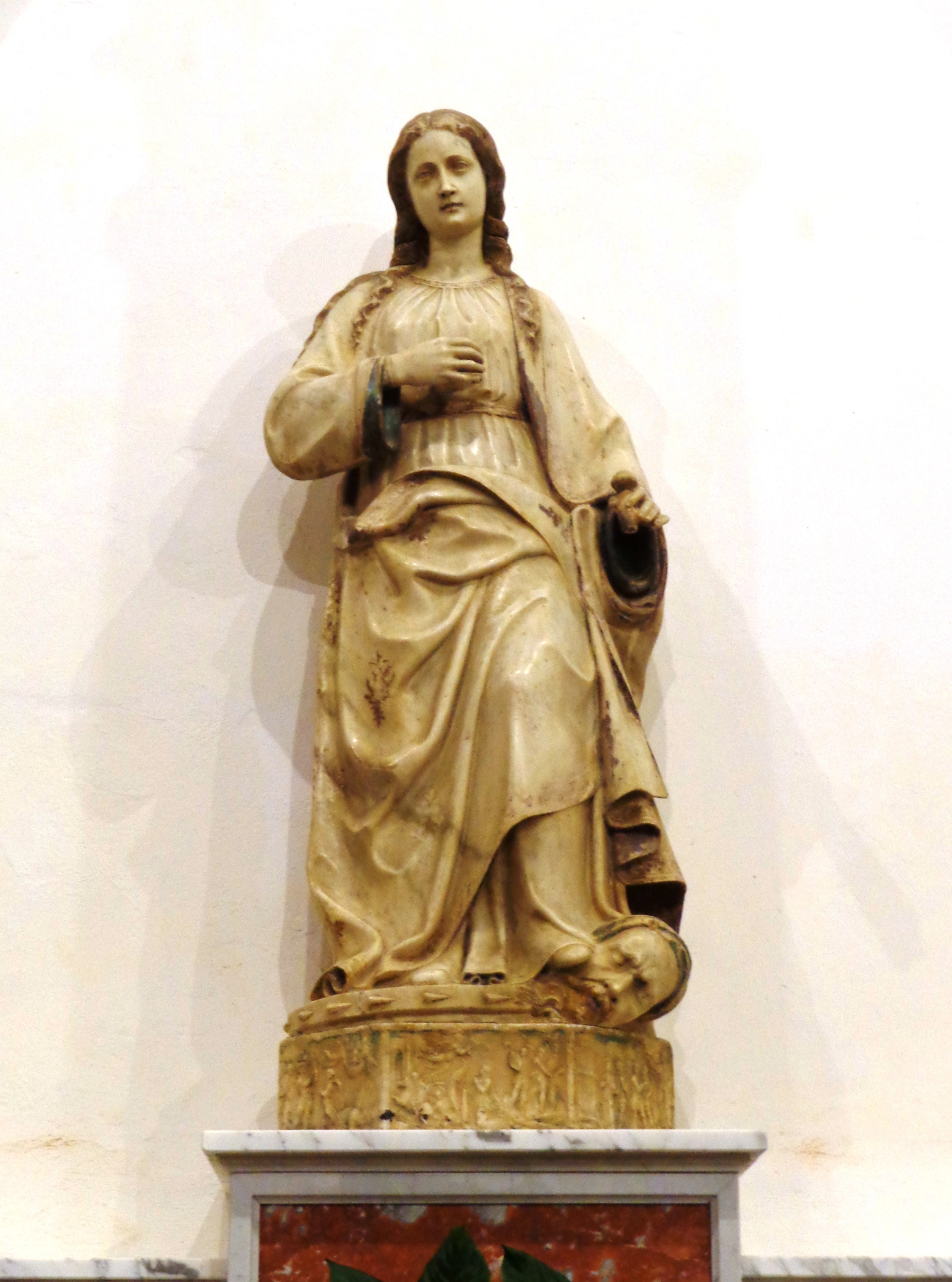
La statua di "Santa Caterina d'Alessandria" di Antonello Gagini.

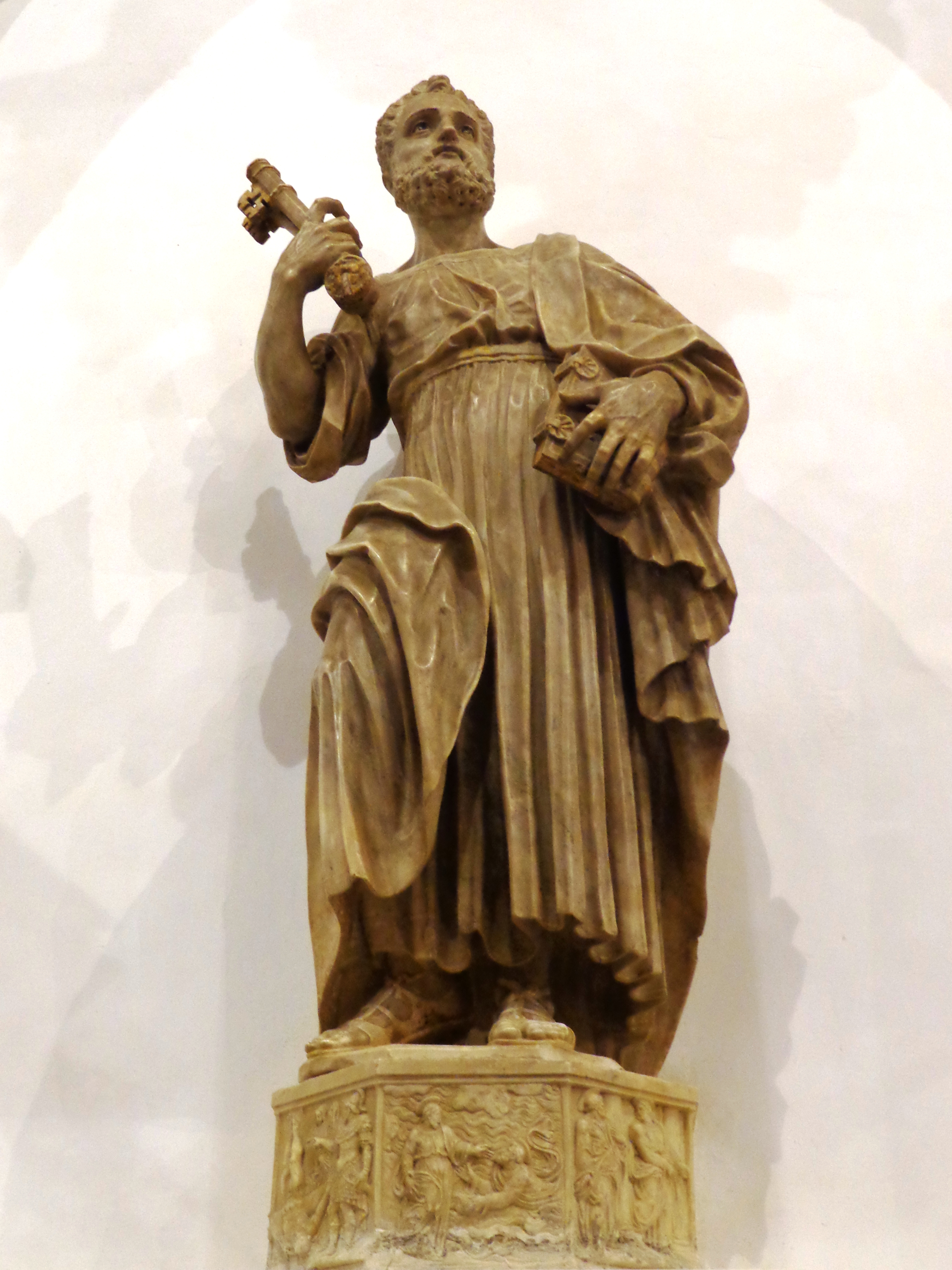
Statua di "San Pietro".

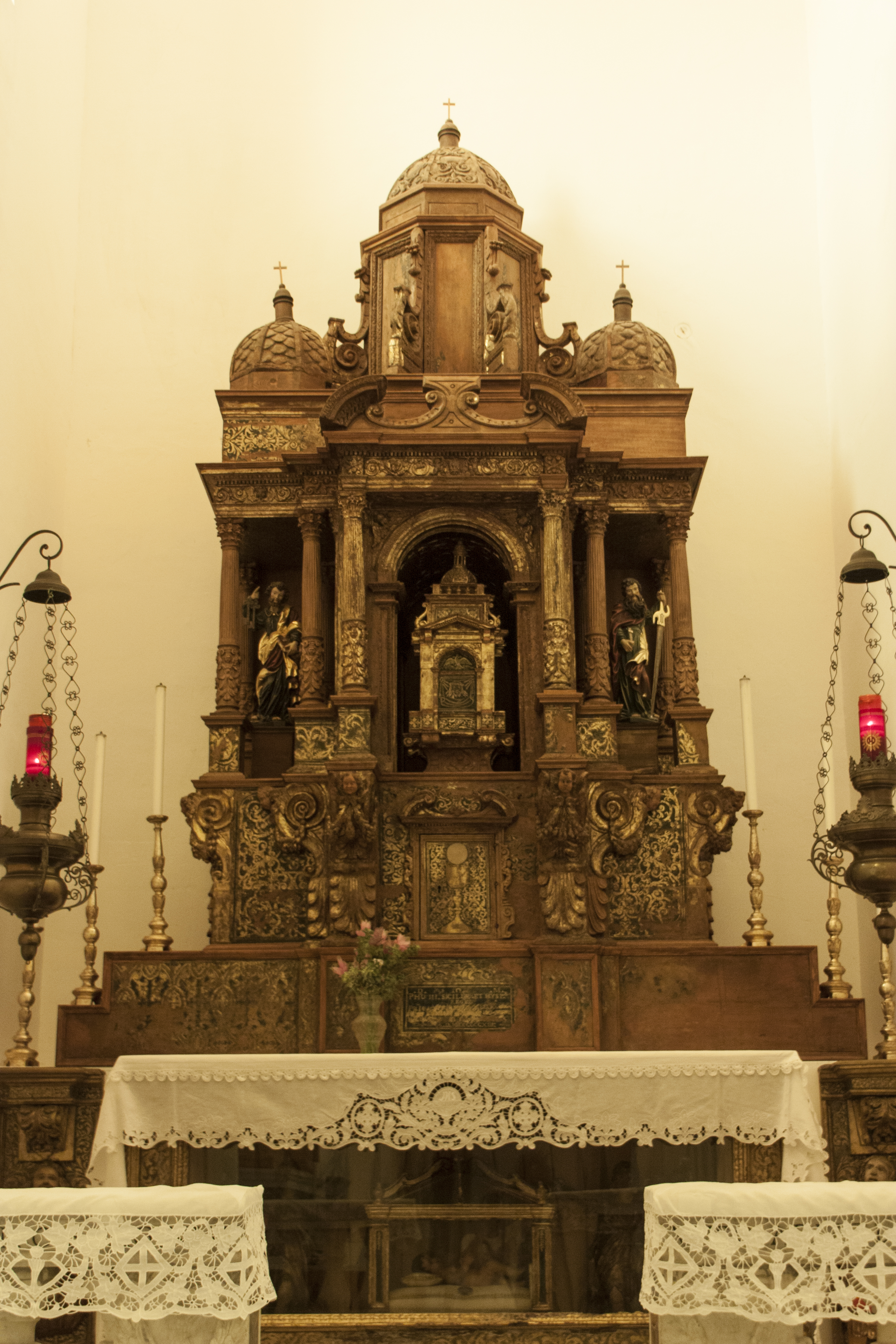
"Cappella del Santissimo Sacramento".

## Storia
Nella struttura sono identificabili innumerevoli ricostruzioni, ristrutturazioni, ampliamenti, restauri, migliorie apportate nel corso dei secoli, ma è spesso difficile risalire alle cause che hanno determinato tali interventi. L'edificio è un monumento longevo, ubicato in un contesto intriso di storia millenaria.
A parte rari e lievi eventi bellici o imprevedibili incendi di carattere prettamente locale, la stragrande maggioranza delle calamità che hanno interessato il centro abitato di Castroreale è costituita da eventi sismici che nel corso dei secoli hanno interessato vasti comprensori o province o zone della Sicilia , molte volte estese aree dell'Italia meridionale. Nello scorso millennio nell'isola sono stati documentati decine di terremoti distruttivi, quello del 22 aprile 1717 ad esempio, è conosciuto proprio come terremoto di Castroreale, pertanto navate, absidi, campanili e manufatti per quanto massicci, sono stati continuamente sottoposti a sollecitazioni e crolli.
Le fonti non sempre provate e certificate, quasi sempre appannaggio di soli cronisti storici nobiliari o d'istituzioni religiose, limitate territorialmente, andavano sistematicamente perdute a ogni disastro. Anche i vari contagi ed epidemie di peste e colera caratterizzano nel tempo molti aspetti religiosi e sociali della vita cittadina, eventi che si inseriscono in un contesto più ampio di quello costituito dalla sola realtà locale.

### Epoca aragonese
Per gli storici locali il titolo di "Chiesa Madre" deriva dalla chiesa di Gesù e Maria, luogo di culto trecentesco eretto entro le mura della città col titolo di San Nicolò, sede dell'omonima "Confraternita di Gesù e Maria".
Sulla data di avvio dei lavori della sua costruzione gravano molte incertezze per la mancanza di notizie fondate e documentate, è certamente anteriore al 1400. Infatti, sulla controfacciata è incastonata l'arcata absidale a sesto acuto dell'edificio quattrocentesco, originariamente orientato in senso inverso rispetto alla costruzione seicentesca. Dedicato a Santa Maria Assunta, fu ricostruito tra la fine del XVII e l'inizio XVIII secolo su modello della cattedrale di Messina. Maestranze messinesi sull'impronta e dettami di Giovanni Angelo Montorsoli, traducono le cappelle marmoree del tempio peloritano, in un altrettanto splendido esempio, qui realizzato in tufo locale dalle calde tonalità ambrate.

### Epoca spagnola
I lavori riguardanti il ribaltamento dell'asse abside - prospetto si collocano a ridosso di due disastrosi terremoti: quello del 25 agosto 1613 conosciuto come "terremoto di Naso" che ha interessato l'intera costa settentrionale messinese e il sisma noto come terremoto della Calabria del 27 marzo 1638. Dopo il terremoto del Val di Noto del 1693 i lavori di restauro assumono connotazioni e contaminazioni di stile tardo barocco, come la gran parte delle costruzioni cittadine. Col sisma conosciuto come terremoto della Calabria meridionale del 1783 tutto il patrimonio artistico della giurisdizione di Castroreale, compreso il casale di Barcellona e della vicina Pozzo di Gotto, subisce notevoli danni, nell'archivio parrocchiale dell'arcipretura del tempo della chiesa di San Vito per il tragico evento è spesso citata l'espressione di "violenti, continui e distruttivi tremuoti". In seguito al terremoto del 1783 molti abitanti preferirono trasferirsi sulla costa, l'evento dettò l'inizio di una lenta decadenza del centro, aggravata dalla perdita progressiva di territorio in seguito all'acquisizione dell'autonomia da parte dei comuni di Barcellona Pozzo di Gotto (1815), Rodì Milici (1947) e Terme Vigliatore (1966).

### Epoca contemporanea
Il terremoto della Calabria meridionale del 1894 è documentato, si salvano dai crolli il pavimento e la meridiana su essa tracciata, ma il resoconto trascura di dettagliare tutto il resto. In una foto storica del 1903 il campanile presenta un quarto ordine semidiruto, oggi inesistente, inoltre la crociera e il presbiterio occupano volumetricamente il doppio dello spazio absidale attuale, con tamburo ottagonale e copertura in tegole d'altezza superiore a quella dell'attuale transetto. La chiesa subisce le gravissime offese del terremoto di Messina del 1908 che comportano la ricostruzione del nuovo corpo absidale e del transetto che sono completamente riedificati.
- 1932, 24 agosto. Consacrazione del tempio ricostruito, rito presieduto dal delegato Luigi Bensaia in rappresentanza dell'arcivescovo e archimandrita Angelo Paino.[3]

Il sisma del 16 aprile 1978 del Golfo di Patti procura altri gravi danni che comportano una lunga chiusura per urgenti lavori di consolidamento seguiti da una radicale opera di restauro che riconsegnano il duomo alla bellezza originale.
- 2004, 27 giugno. Nuova consacrazione e dedicazione del tempio, rito presieduto da Giovanni Marra.[4]

Odierni eventi filatelici mostrano, attraverso raccolte di cartoline illustrate, i mutamenti della fisionomia del monumento nei vari decenni. L'interno del duomo, anteriormente il sisma del 1908, si presenta con la successione dell'arco trionfale e quello absidale che racchiude un vasto vano occupato dall'altare maggiore sovrastato da un esteso dipinto racchiuso in una fastosa cornice lignea: Assunzione della Vergine, di Antonino Alberti detto il «Barbalonga», opera perduta a causa del sisma (quadro documentato nella chiesa di Gesù e Maria). Istantanee post-terremoto immortalano un tozzo campanile a due ordini sormontato da una cella campanaria aperta e coronata da una cinta di merli, per cui si deduce che l'attuale terzo ordine è stato ricostruito a posteriori, abbandonando l'idea di ripristinare il primitivo quarto ordine già gravemente compromesso. Altre immagini mostrano un corpo ecclesiale tronco alle sole navate, dal quale si evince che le attuali aree del transetto e dell'abside sono state riedificate solo in epoca contemporanea.

Contrafforte ovest, Targhe e Stemmi, Contrafforte sud

## Il prospetto

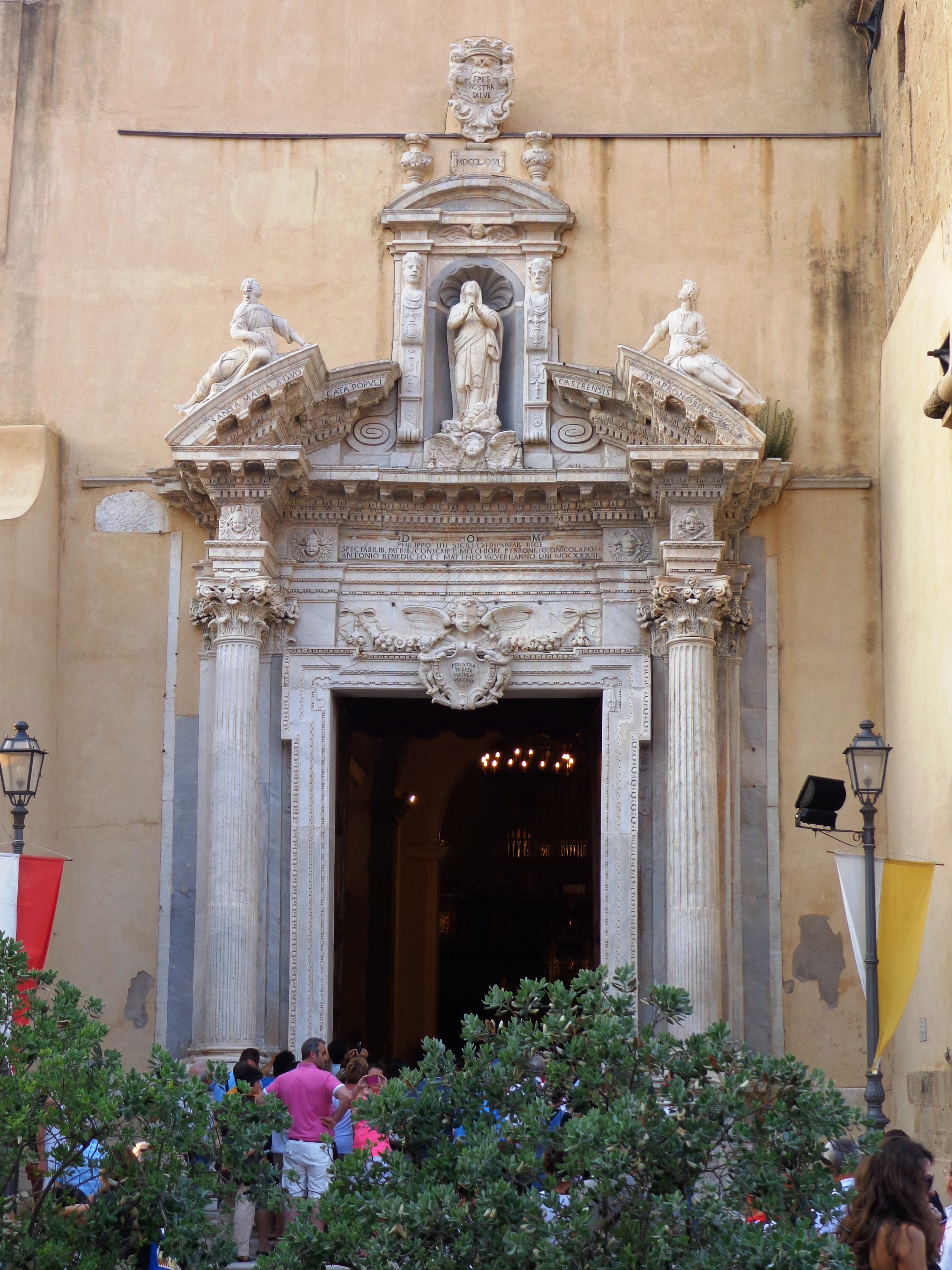
Prospetto.

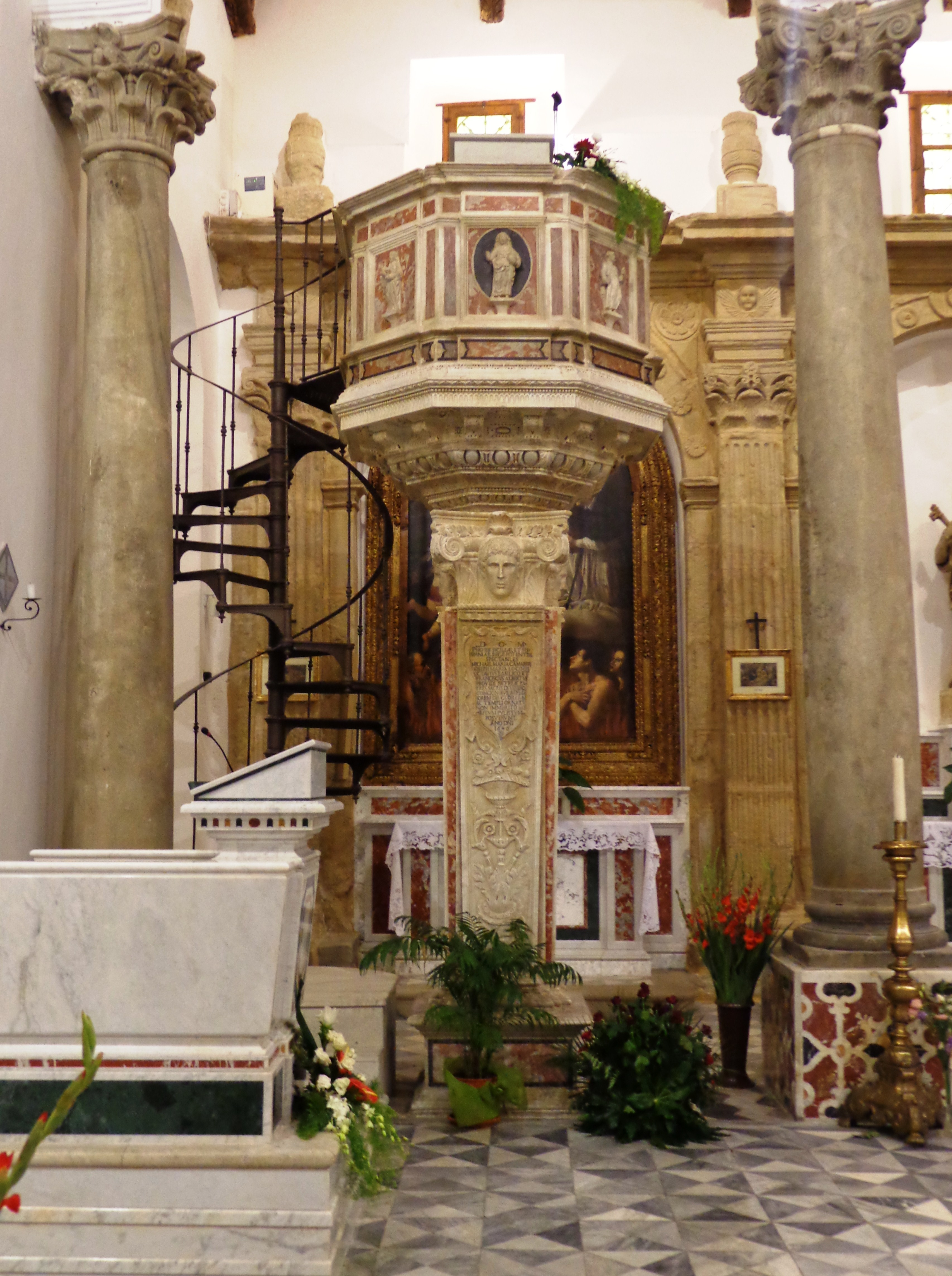
Pulpito.

Facciata tipica del manierismo con decorazioni di stile classico e barocco. Il lato destro è occupato dalla massiccia mole del campanile che occupa parzialmente la piccola spianata frontale, sulla sinistra è presente un poderoso e animato contrafforte. La facciata è incentrata su un maestoso portale marmoreo, una breve scalinata consente l'accesso attraverso l'unica porta del prospetto principale. La cornice interna del portale è sormontata da architrave festonato con testa d'angelo alata. Un fregio centrale sostenuto da putti reca l'iscrizione "MONSTRA TE ESSE MATREM MDCCXXV" (1725). Sotto l'elaborato cornicione è incastonata una targa posta sotto il regno di Filippo IV di Spagna MDCXXXIII (1633). Colonne ioniche dai capitelli corinzi reggono un doppio timpano sovrapposto, la parte aggettante spezzata e simmetrica ad arco. Le sime reggono due figure femminili col corpo reclinato e lo sguardo rivolto al centro della facciata. La fascia del frontone reca l'iscrizione "SANCTA MARIA ADVOCATA POPULI CASTRENSIS ORA PRO NOBIS". All'interno del timpano spezzato una coppia di erme con volti maschili sostiene una trave con testa d'angelo scolpita, a sua volta sormontata da timpano ad arco intero con vasi inghirlandati di frutta posti sugli spioventi. Sopra una targa riportante la data MDCCLXXVI (1776) è collocato uno stemma coronato con putti e motivi a foglie d'acanto recante la dicitura "SPES NOSTRA SALVE". Al centro, la nicchia con volta a conchiglia, ospita la statua della Vergine su un basamento d'angeli alati. Il contrafforte richiama il caratteristico cornicione mistilineo con lobo centrale sormontato da croce con banderuola, pinnacolo piramidale sul lato estremo a sinistra.
Nella controfacciata è incassato l'arco a sesto acuto dell'antica abside, chiaro segnale dal quale si evince il ribaltamento degli ambienti altare maggiore e ingresso principale. Sopra l'arco a sesto acuto è presente un elaborato stemma raffigurante aquila reale.
Controfacciata destra.
- Fonte battesimale del 1634 di autore ignoto, collocato dentro una nicchia con volta a conchiglia, simbolo allegorico del pellegrinaggio inteso come cammino sacramentale terreno che nel sacramento del battesimo trova la sua prima tappa. Posto logisticamente all'ingresso del tempio perché costituisce la "porta" dei Sacramenti che introduce nella comunità. Manufatto decorato e intarsiato in marmi policromi sormontato dalla statuetta raffigurante San Giovanni Battista.
- Accanto alla seconda colonna, acquasantiera marmorea opera di Antonello Gagini commissionata nel 1530 e consegnata nel 1534.
- Cappella delle Sante Reliquie con accesso ubicato accanto al primo altare della navata destra, ma inglobata nel vano terra del campanile. L'ambiente presenta un altare con paliotto settecentesco sormontato da Crocifisso in legno policromo della stessa epoca e una vetrina contenente reliquie dei Santi.

Controfacciata sinistra.
- Monumento commemorativo posteriore al 1869 in stile neoclassico, in memoria di Antonino Donato dei Baroni di Migliardo, deputato al Parlamento Siciliano.
- Accanto alla seconda colonna, acquasantiera marmorea opera di Sebastiano Ferrara del 1629, scolpita ad imitazione di quella del Gagini.
- Altare dedicato al patrono San Silvestro Papa, statua in stucco policromo inizi 1900.

## Interno

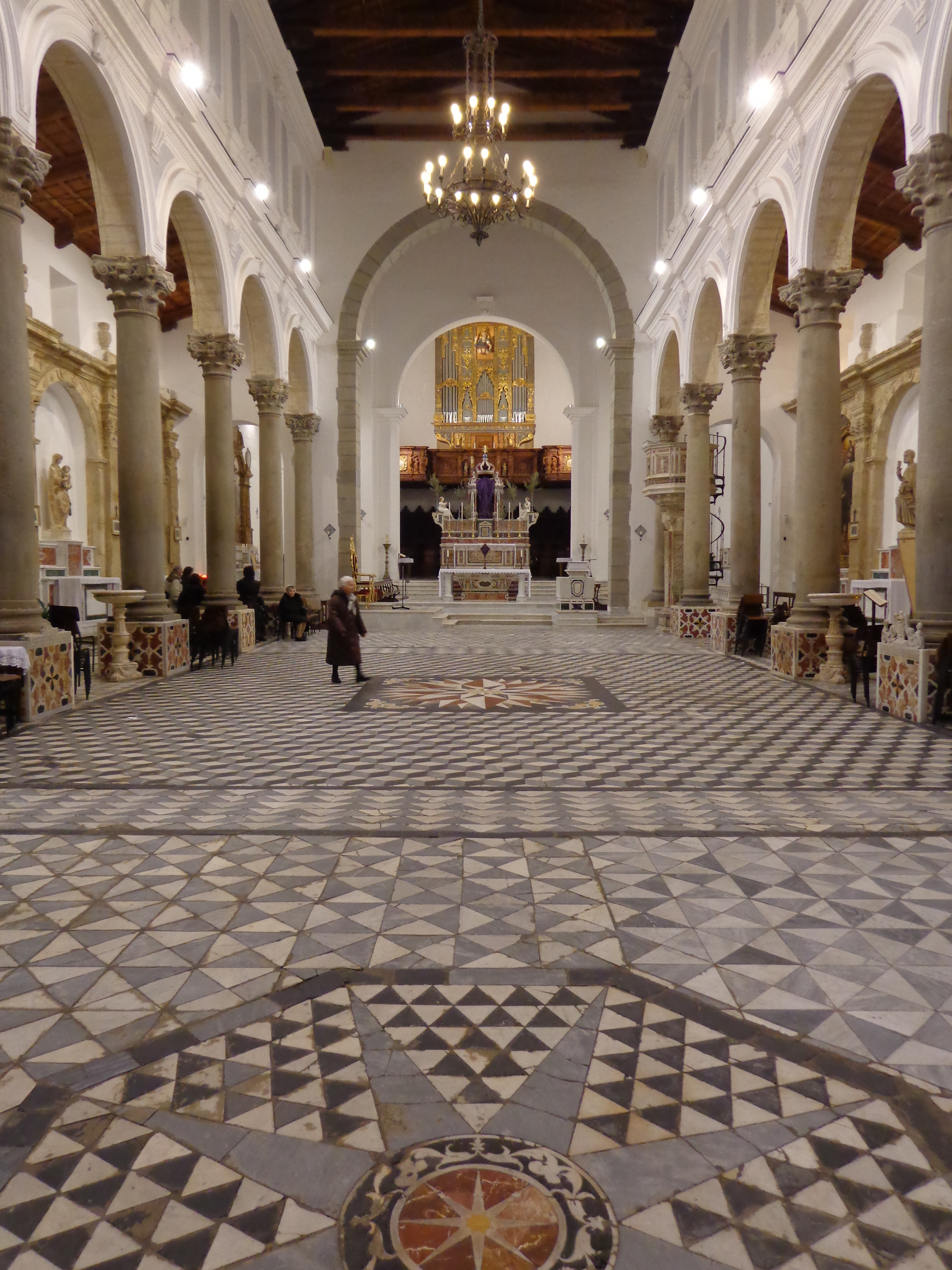
Navata principale.

### Navata centrale
L'impianto è a croce latina con ampia navata centrale e copertura a capriate. L'aula è articolata in tre navate divise da sedici colonne culminanti con variegati capitelli corinzi sui quali poggiano e si aprono sette grandi archi a tutto sesto su ogni lato, lungo le pareti di ciascuna navata minore sono disposti sei altari e un ingresso laterale. Peculiarità dell'impianto ecclesiale è la presenza di un cornicione in pietra locale sulle pareti laterali interne, manufatto sorretto da pilastri paraste scanalati con capitelli corinzi atto a formare delle navatelle ad arco poco profonde, dove sono incassati gli altari minori. Entrambe le composizioni sono finemente e riccamente decorate con fregi floreali, antropomorfi e geometrici in rilievo; sui contrafforti sono presenti numerosi vasi ornamentali e stemmi di casate nobiliari o famiglie illustri.
In prossimità delle ultime arcate a ridosso del grande arco del transetto, sul lato destro è possibile ammirare un pregevolissimo pergamo marmoreo del 1646, commissionato dai Giurati di Castroreale sul modello cinquecentesco di Andrea Calamech documentato nel duomo di Messina. Al centro dei lati del capitello corinzio sono riprodotti i volti dei quattro Evangelisti (verosimilmente i volti di eresiarchi: Maometto, Giovanni Calvino, Martin Lutero, Zuinglio), lungo la stele raffinatissimi motivi floreali e antropomorfi, nei riquadri dell'ottagono della navicella del pulpito, scolpite sugli intarsi delle formelle in marmo, le figure della Vergine, di santi e sante. Nelle immediate vicinanze, su una penisola aggiunta al pavimento del transetto, è sistemato l'ambone di moderna fattura. Nella campata diametralmente opposta è collocata la cattedra.

### Navata destra - lato est

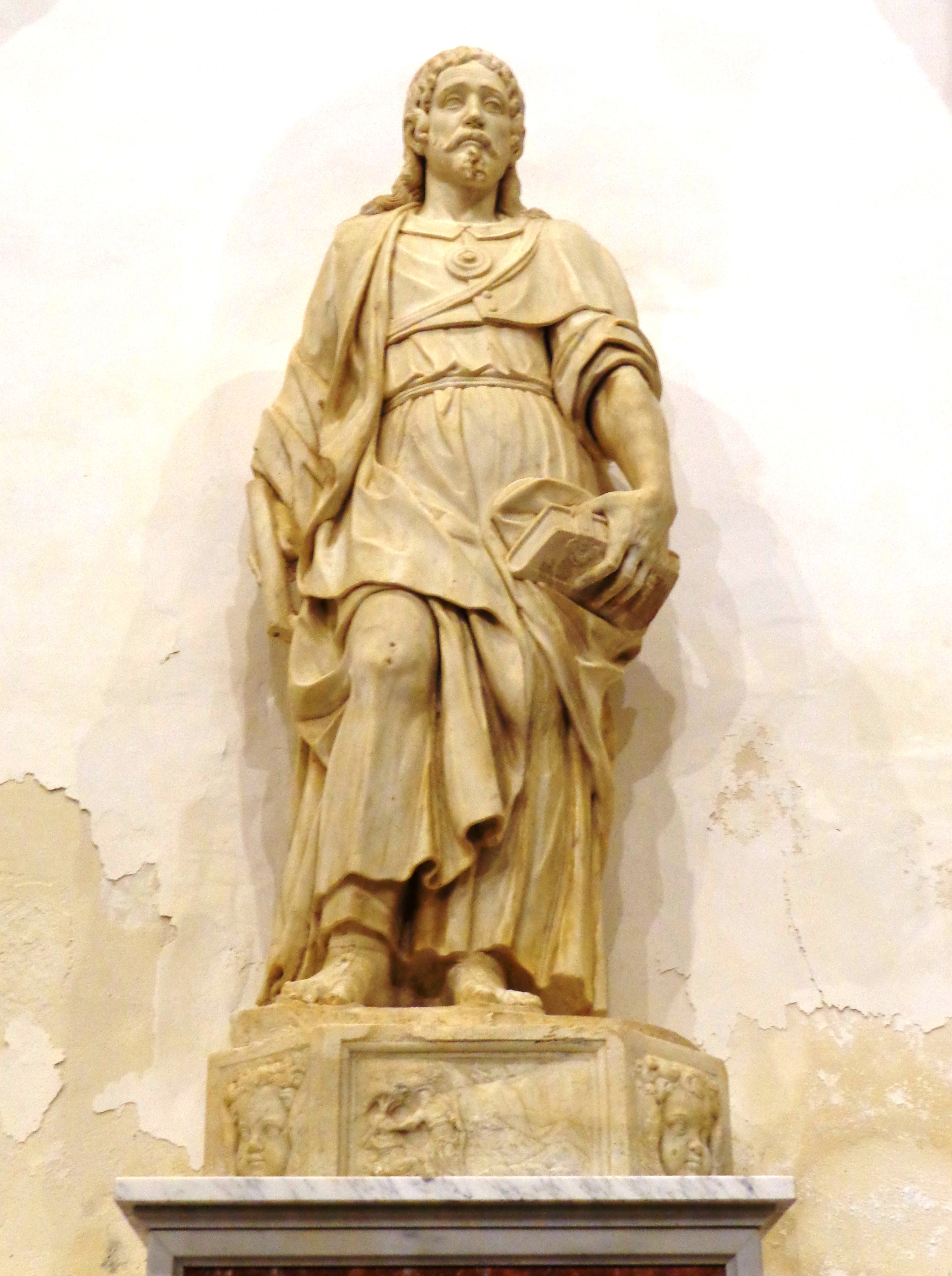
San Giacomo del Calamech.

- Prima campata: Altare della Madonna del Rosario. Sull'altare la pala del pittore castrense Filippo Jannelli datata 1655. Dipinto raffigurante la Madonna del Rosario ritratta fra San Domenico, Santa Caterina da Siena, i Santi Cosma e Damiano e San Cono Abate.
- Seconda campata: Altare di San Giacomo Maggiore. Sulla mensa è collocata la statua di San Giacomo Maggiore attribuita allo scultore carrarese Andrea Calamech, artista attivo a Messina e provincia dal 1565 al 1589, opera proveniente dalla chiesa dell'Annunziata. Trasferita nella chiesa di San Nicolò nel 1872, fu collocata in questa sede nel 1919.
- Terza campata: Altare di San Domenico. Costituisce pala d'altare il quadro centinato su tela suddiviso da cornici dorate, dipinto raffigurante San Domenico ispirato all'evento miracoloso avvenuto a Soriano Calabro, con episodi della vita del Predicatore e il Padre Eterno, opera di un pittore locale del 1622. Opera proveniente dalla chiesa di San Vito dopo il terremoto del 1908.
- Quarta campata: Ingresso laterale lato est corrispondente al belvedere di Piazza delle Aquile. All'ingresso è presente un'acquasantiera in stile manieristico del 1625, opera dell'artista genovese Sebastiano Ferrara.
- Quinta campata: Altare di Tutti i Santi. Sull'altare campeggia la pala centinata raffigurante Tutti i Santi, dipinto su tavola attribuito allo spagnolo Francesco Roviale e al messinese Jacopo Vignerio, allievi di Polidoro da Caravaggio, entrambi artisti documentati[6] a Messina intorno al 1535. L'elaborata cornice lignea è opera di Giuseppe Parisi del 1722, opera proveniente dalla chiesa del Santissimo Salvatore.
- Sesta campata: Altare di San Pietro. Sulla mensa è collocata la statua marmorea di San Pietro del 1586, opera dello scultore manierista Rinaldo Bonanno, proveniente dalla chiesa di San Pietro.
- Settima campata: Altare delle Anime del Purgatorio. Sull'altare la pala raffigurante le Anime Purganti, opera attribuita a Filippo Jannelli e databile al 1660c.

### Navata sinistra - lato ovest

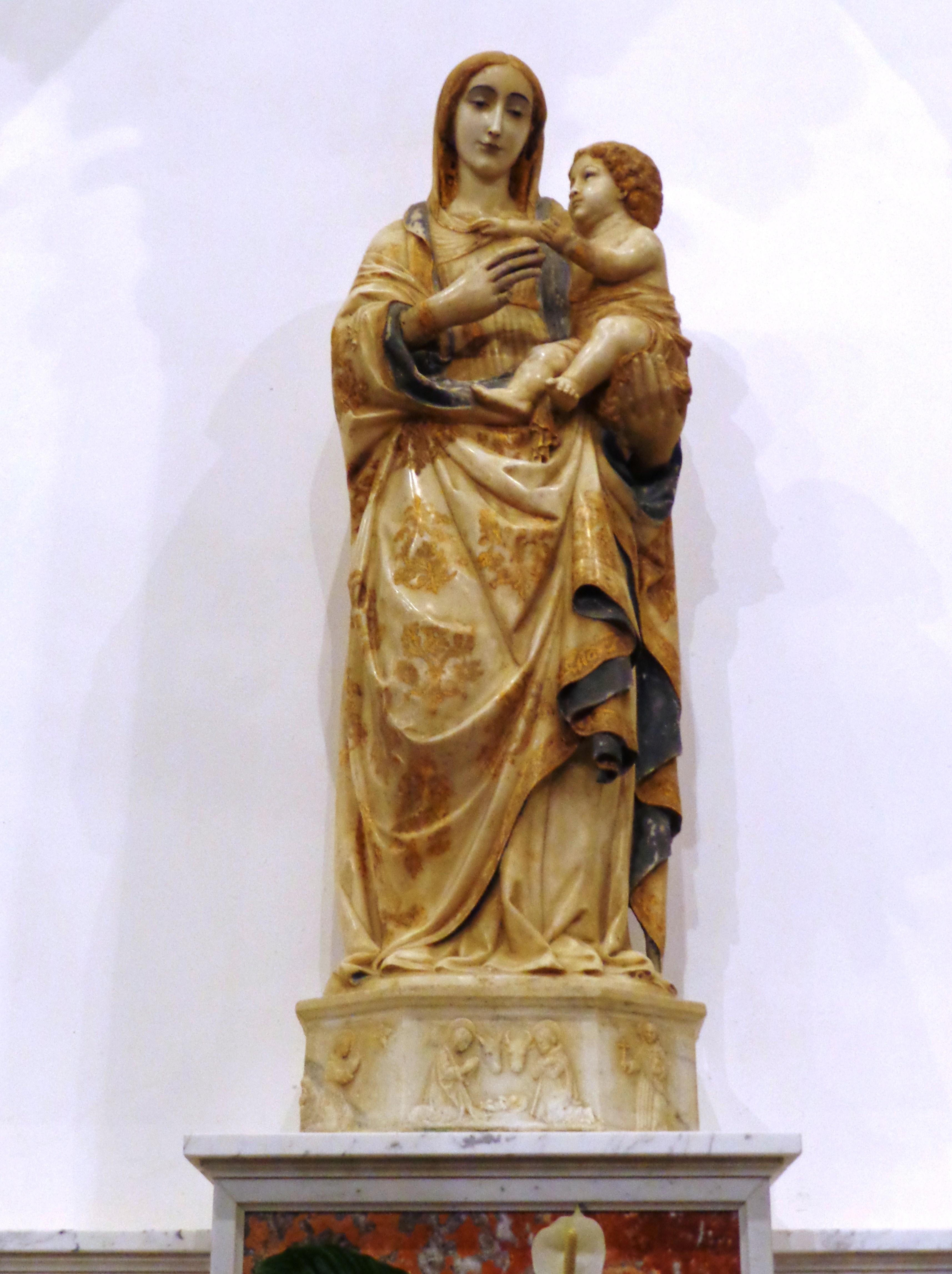
Madonna con Bambino del Gagini.

- Prima campata: Altare della Madonna dei Miracoli. Pala d'altare del pittore Gaspare Camarda datata 1629 raffigurante la Madonna dei Miracoli ritratta fra San Placido e San Francesco di Paola.
- Seconda campata: Altare di Santa Caterina d'Alessandria. Sulla mensa è collocata la statua raffigurante Santa Caterina d'Alessandria, lo scanello reca tre storie del martirio in rilievo. Opera di Antonello Gagini del 1534, proveniente dalla chiesa di San Nicolò.[7]
- Terza campata: Altare della Pietà. Costituisce pala d'altare il quadro centinato su tela raffigurante la Pietà nel pannello centrale, il Transito di San Giuseppe e  Storie della Passione nei pannelli laterali e nella predella, il pannello centrale fu dipinto nel 1603 dall'artista castrense Francesco Cardillo, artista attivo a Messina nei primi anni del XVII secolo.
- Quarta campata: Ingresso laterale lato ovest. All'ingresso è presente un'acquasantiera in stile manieristico del 1625, opera dell'artista genovese Sebastiano Ferrara.
- Quinta campata: Altare della Dormitio Virginis. Sull'altare è collocato il dipinto su tavola dei primi decenni XVI secolo, opera d'artista di cultura bizantineggiante (Dormitio Virginis) e un artista formatosi alla bottega di Antonello da Messina. Nelle cimase sono riprodotti l'Incoronazione della Vergine, l'Arcangelo Gabriele, la Vergine Annunziata. Dipinto documentato nella chiesa di Gesù e Maria.[5]
- Sesta campata: Altare di Santa Maria di Gesù. Sulla mensa è collocata la statua raffigurante Santa Maria di Gesù (1500 - 1501) dello scultore Antonello Gagini, opera giovanile proveniente dal convento dell'Ordine dei frati minori osservanti di Santa Maria del Gesù.
- Settima campata: Altare della Madonna degli Agonizzanti. Sull'altare è collocato il dipinto su tela raffigurante la Madonna degli Agonizzanti, opera autografa di Filippo Jannelli datata 1680.

### Transetto
- Absidiola navata destra: Cappella dell'Assunta. Artistico altare con sei colonne sormontate da cupola sovrastata da aquila, all'interno è collocato il simulacro raffigurante la Madonna Assunta, opera di Matteo Mancuso del 1848, artista messinese sepolto nello stesso duomo.
  - Transetto destro: Cappella della Vergine e Polittico di San Nicolò. Sull'altare il polittico raffigurante la Madonna in trono ritratta tra San Pietro e San Nicolò nel registro principale, La Pietà tra San Girolamo e Sant'Agostino nel registro superiore, e l'Apostolato (Evangelizzazione) incompleto nella predella, opera d'ignoto. L'autore è stato definito il "Maestro del Polittico di Castroreale", attivo a Messina nel 1630c. che attua una fusione di elementi di cultura Antonelliana ed elementi di cultura lombarda. Opera proveniente dalla chiesa di San Nicolò.

- Absidiola navata sinistra: Cappella del Santissimo Sacramento. Altare marmoreo con tabernacolo ligneo dedicato al Santissimo Sacramento proveniente dalla chiesa di Santa Maria dei Martiri dell'Ordine benedettino, oggi distrutta. Bellissima opera lignea raffigurante il prospetto di un tempio con colonne e capitelli. Nei vani laterali le pregevoli statuette raffiguranti gli apostoli San Pietro e San Paolo, il primo identificabile per la chiave, il secondo dai trascorsi guerrieri per la spada. Nella nicchia centrale è collocato il tabernacolo. Tre cupole coronano il manufatto dalle estese decorazioni in oro zecchino che richiamano alla mente la fastosa e grandiosa tribuna lignea custodita nella vicina chiesa della Candelora.
  - Transetto sinistro: Cappella della Natività. Sull'altare dedicato alla Natività di Gesù domina il polittico raffigurante la Natività tra San Francesco d'Assisi e San Giovanni Battista nel registro principale, l'Annunciazione riprodotta nei due tondi, il Padre Eterno nella lunetta e l'Apostolato nella predella. Autore Giovanni Filippo Criscuolo e bottega del 1550, dipinto commissionato da monsignor Ottaviano Preconio per la chiesa della Santissima Annunziata dell'Ordine dei frati minori conventuali. Uno dei pannelli della predella, mancante dal 1731, fu ripristinato da Michele Panebianco. Trasferito nel 1872 nella chiesa di Santa Maria degli Angeli fu collocato in questa sede nell'anno 2000.[8]

- 1613, Adamo ed Eva fra le fiamme del Purgatorio, pannelli lignei, opere ad ornamento del ciborio trasferiti per abbellire l'altare versus populum della chiesa della Candelora.[9]

### Altare maggiore
L'altare versus populum occupa la parte centrale del transetto, il paliotto del 1754 eseguito dall'artista barcellonese Melchiorre Greco proviene dall'Altare di San Giovanni Battista della chiesa del Santissimo Salvatore. Sotto l'arcata absidale in posizione più elevata l'altare maggiore in marmi policromi, ai lati due volute o riccioli con statue allegoriche della Fede e della Speranza, al centro l'elegante tosello o edicola riproducente un tempietto circolare colonnato sormontato da una artistica corona marmorea. Il Crocifisso sull'altare è attribuibile al messinese Gerobino Pilli, artista attivo alla fine del XV e l'inizio del XVI secolo, opera proveniente dalla chiesa di Santa Marina.

### Coro

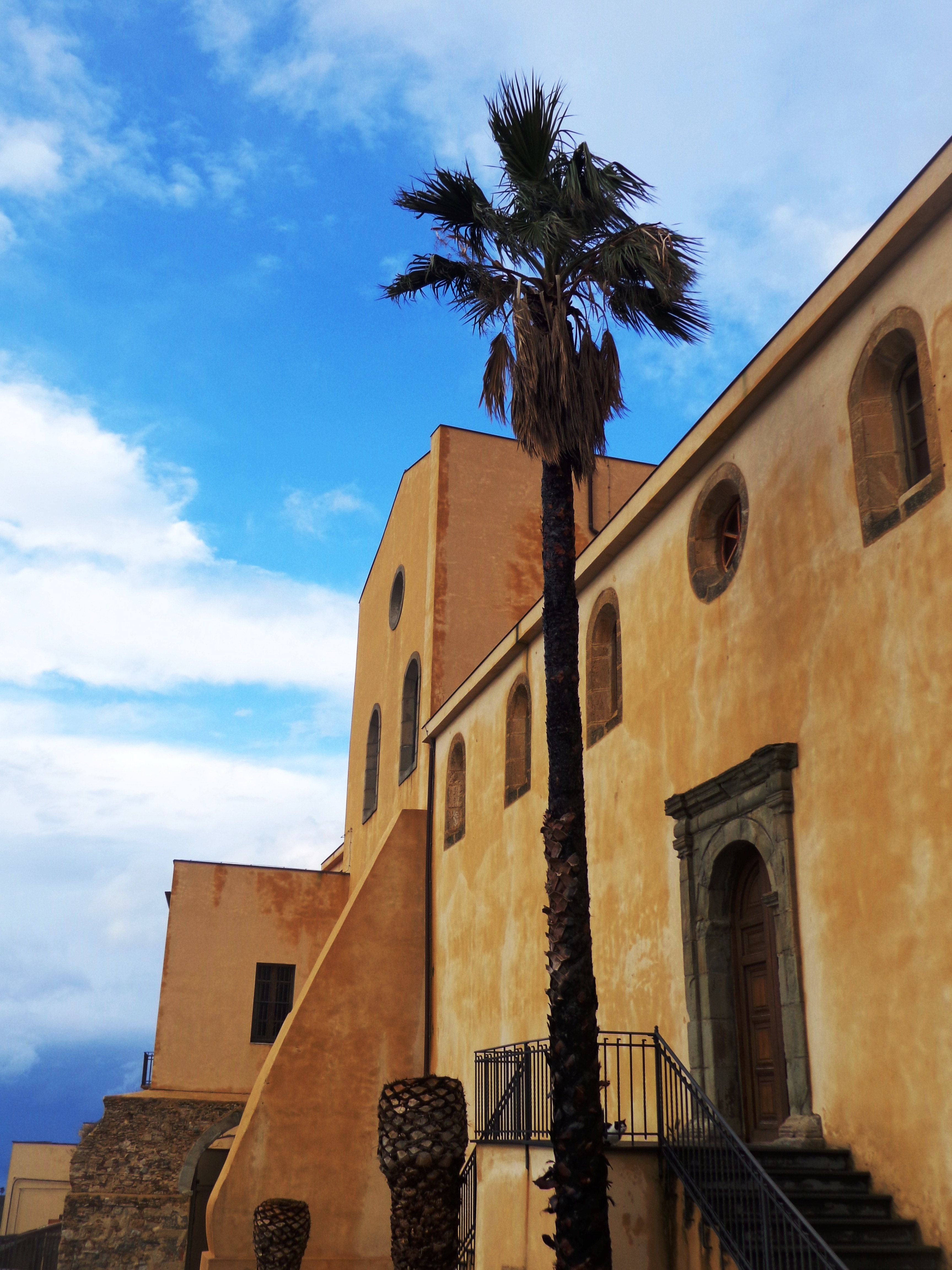
Prospetto di ponente.

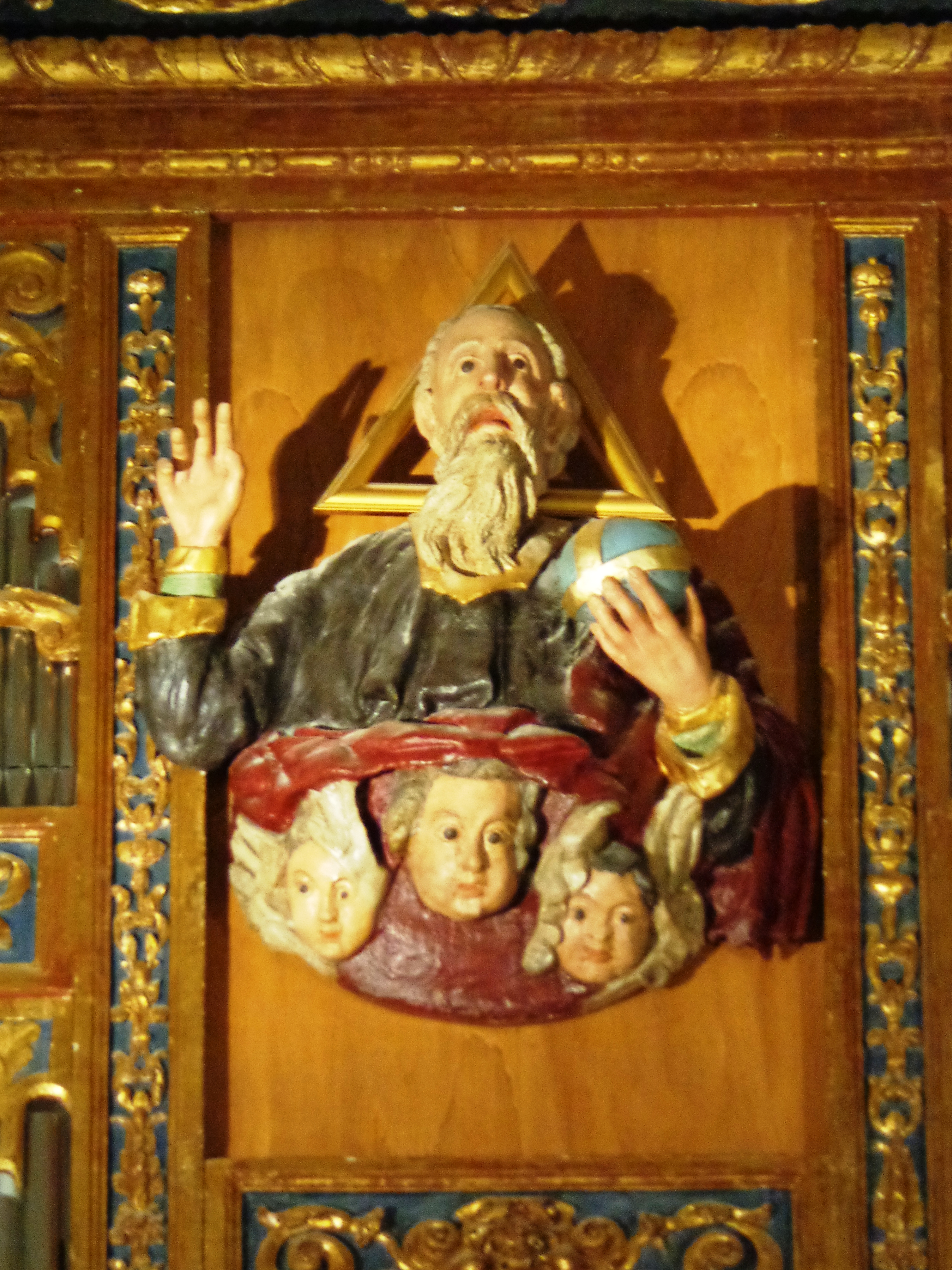
Onnipotente, scultura organo.

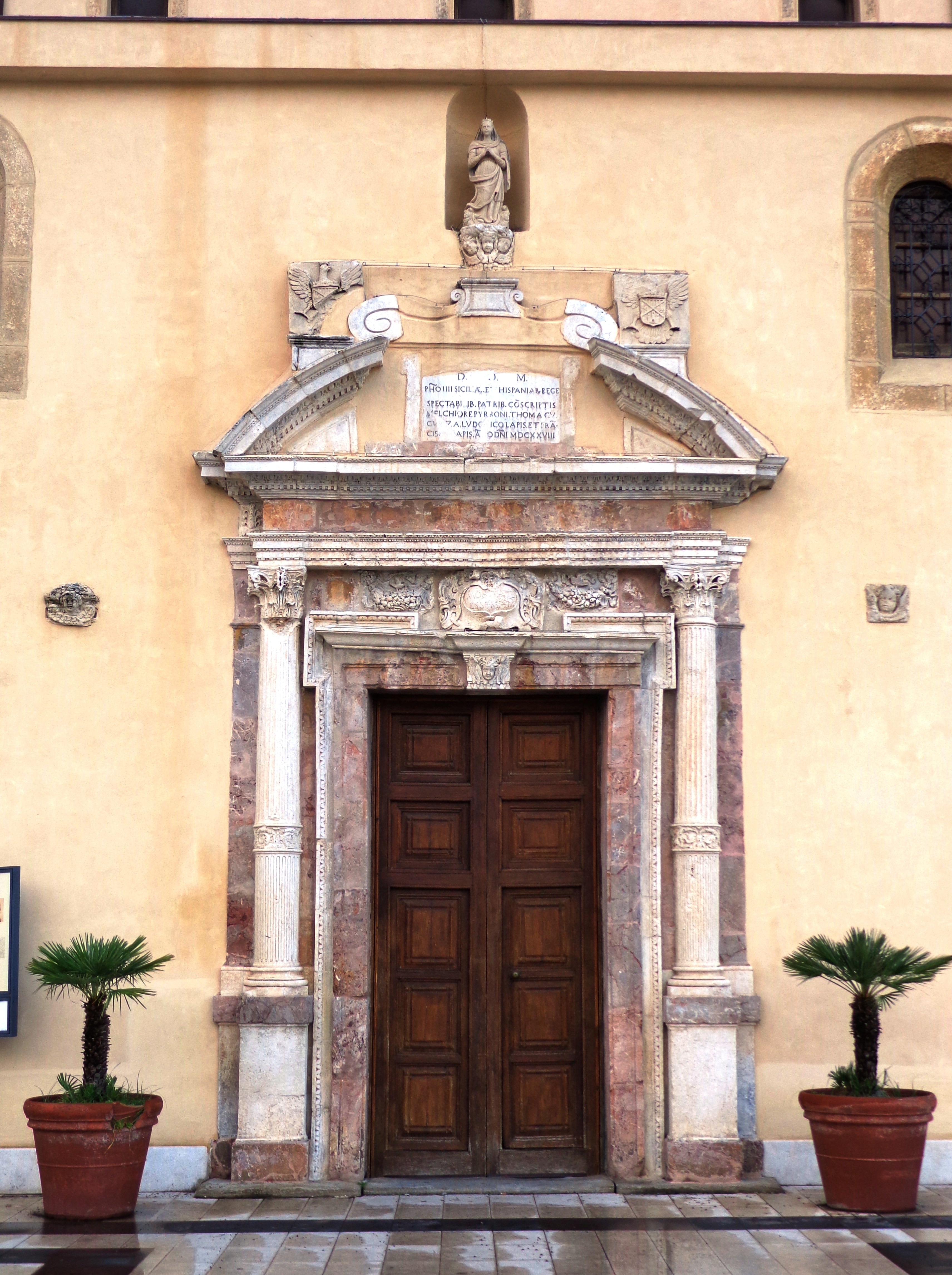
Portale delle Aquile.

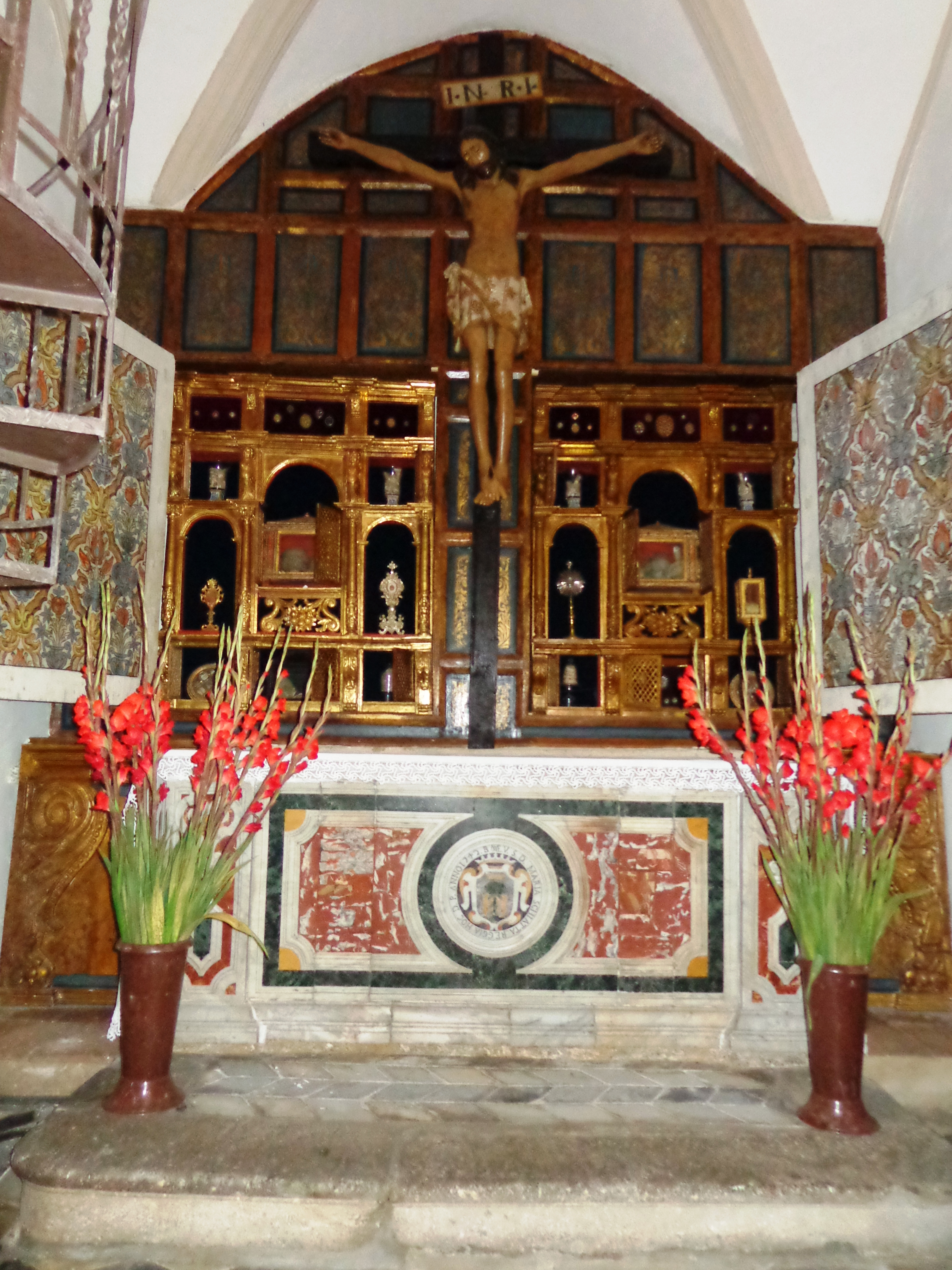
"Cappella delle Reliquie".

La cantoria o tribuna intagliata, il prospetto dell'antico organo e il coro in legno di noce a doppio ordine di stalli occupano i tre lati del vano absidale. Il coro, riferisce Gioacchino di Marzo è opera di Giorgio Veneto (Georgivs Venetvs), autore tra l'altro della medesima installazione nella basilica cattedrale protometropolitana della Santa Vergine Maria Assunta di Messina. Intagli e statuette della cantoria parzialmente reintegrati e ricollocati dopo il terremoto del 1908, tra essi spicca la figura centrale dell'Onnipotente benedicente nell'atto di reggere in mano le sorti del Mondo e dell'Universo. Tutti e tre gli elementi cantoria, coro, organo concorrono oltre ad arredare l'abside, a creare l'insieme della complessa scenografia che costituisce l'intero altare maggiore.

## Organo a canne
Anche lo strumento musicale subisce i danni delle calamità, ricostruito sul modello dell'antica cassa lignea risalente al 1612 ad opera del maestro organaro Giovanni Vito Adragna, già rimaneggiato e ampliato nel XIX secolo, subisce le distruzioni del terremoto del 1908, ad eccezione del prospetto anteriore. Fino al 1998 il monumentale manufatto era addossato alla controfacciata occultando l'arco trionfale della costruzione medievale. Pochi documenti storici scampati alla distruzione permettono di ricostruire lo strumento con le caratteristiche basilari quali dovevano essere nel 1612, cioè di uno strumento di base 16' e quindi di potenza sonora notevole, ma di ampliarlo, dotandolo di 2 tastiere e di estensione do1 – fa5 (54 tasti).

## I prospetti laterali
- Prospetto di levante.
All'estrema sinistra a sud è presente la mole del campanile, a destra le mura esterne del transetto e dell'abside. Al centro un grazioso portale marmoreo, la cornice interna del portale è sormontata da architrave con testa d'angelo alata. Un fregio centrale reca l'iscrizione "MONSTRA TE ESSE MATREM" fra festoni di frutta e colombe. Sopra l'elaborato cornicione è incastonata una targa posta sotto il regno di Filippo IV di Spagna MDCXXVIII (1628). Colonne doriche dai capitelli corinzi reggono un timpano spezzato, simmetrico ad arco. Sopra gli spioventi sono murati stemmi con aquile dalle ali dispiegate, due volute simmetriche fanno ala ad una mensola incassata dove poggia, protetta da una nicchia spartana, una Vergine Coronata orante poggiante sulle teste di tre putti alati e una mezzaluna, identificabile con l'Immacolata Concezione.
Incastonate nella parete alcune targhe munifiche, i memoriali dei due ultimi conflitti mondiali, teste di putti e la targa del 1639 di Filippo IV di Spagna elogiante i Giurati Castrensi, quest'ultima sormontata dai resti di tre meravigliose aquile marmoree scampate ai rovinosi terremoti.
- Prospetto di ponente.
Rampe simmetriche di scale contraddistinguono la facciata ovest causa dislivello naturale, consentono l'accesso attraverso un elegante portale ad arco in tufo. Un altissimo contrafforte sostiene la parete laterale in prossimità del transetto.

## Cripta
Una scalinata marmorea ubicata nel braccio destro del transetto conduce alla cripta, una serie di ambienti costituiti da stanze e cunicoli. 
I locali ricavati in corrispondenza della crociera e della navata centrale ospitavano un complesso di cisterne, botole, colatoi utilizzati per il trattamento e la corretta conservazione dei cadaveri. Un corridoio ha sbocco esterno sul piano stradale collocato sotto l'ingresso laterale sinistro.

## Confraternita del Santissimo Sacramento
- Confraternita del Santissimo Sacramento, sodalizio fuso con la Confraternita di San Leone, detta degli «Azzurri» o del «Monte di pietà».

## Manifestazioni
La chiesa costituisce il fulcro per la preghiera, meditazione, contemplazione, venerazione e adorazione del mistero legato al soggetto di una delle manifestazioni più sentite del comprensorio denominato "Cristo lungo" o "Cristu longu" o "U Signuri longu" o "Santissimo Crocifisso", opera custodita nella chiesa di Sant'Agata. 

Santissimo Crocifisso, le fasi dell'inalberamento all'interno del duomo

## La meridiana

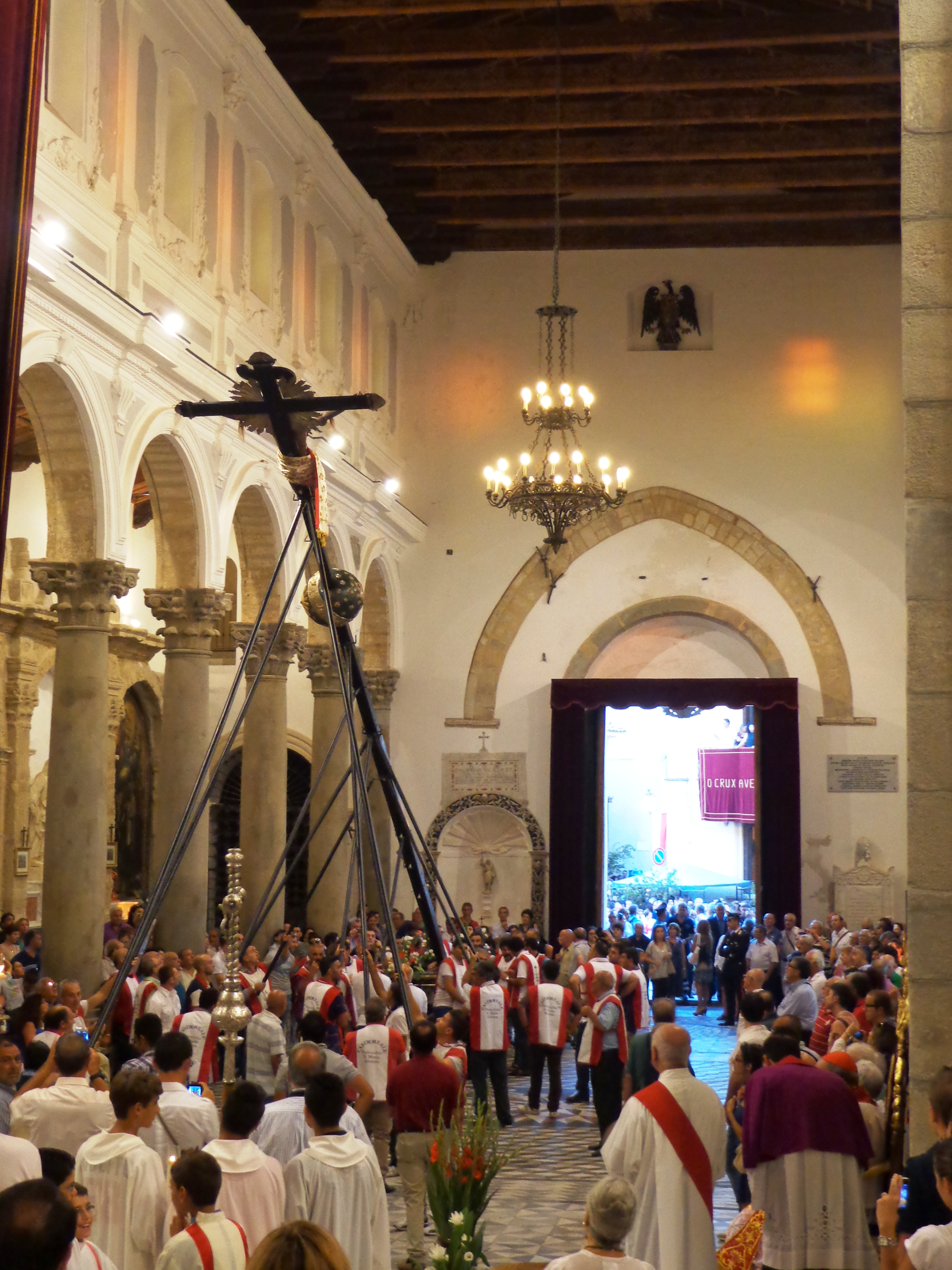
Il "Cristo lungo" il 25 agosto.

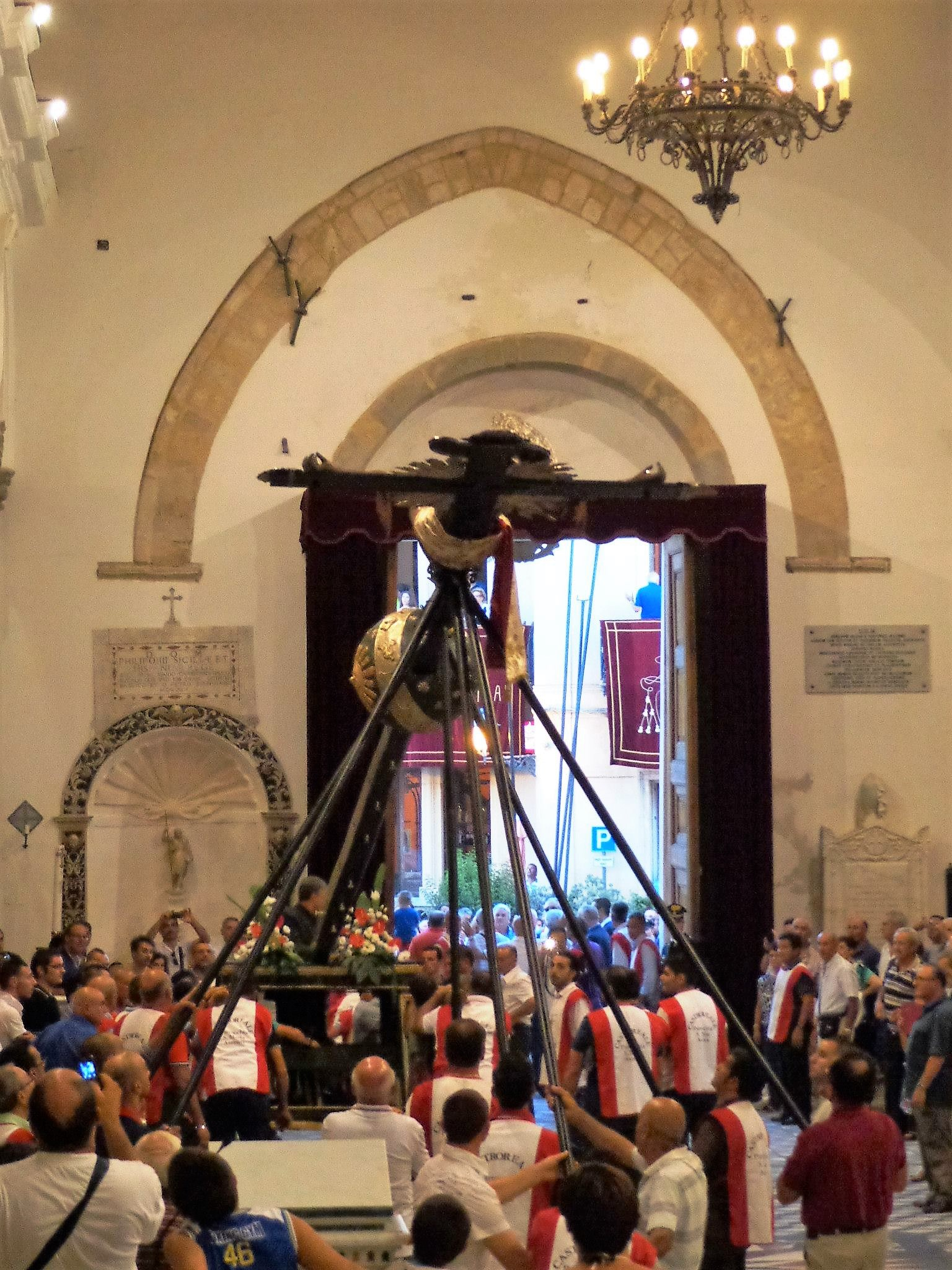
Uscita.

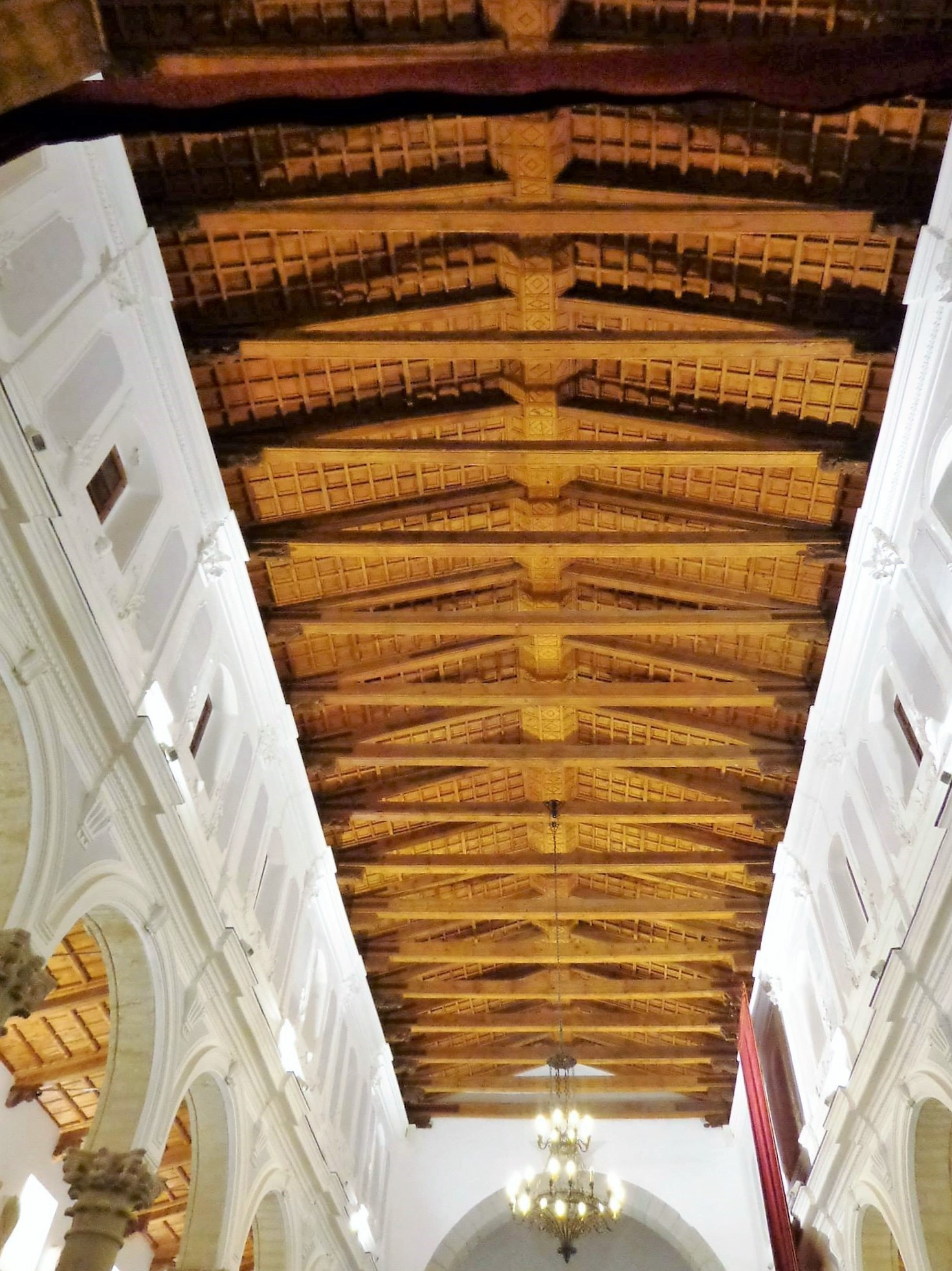
Tetto a capriate.

Sul seicentesco pavimento marmoreo è tracciata una tra le meridiane delle otto esistenti in Sicilia, l'unica funzionante della città metropolitana di Messina, realizzata nel 1854 dal professore Nicola Perroni Basquez docente di lettere classiche. Non un astronomo o un matematico, ma un professore di lettere antiche appassionato di astronomia. Non è un caso isolato, la meridiana di Santa Maria degli Angeli di Roma fu realizzata dal Francesco Bianchini, avvocato e studioso di matematica ed astronomia. La linea meridiana parte dalla seconda colonna della navata sinistra entrando dall'ingresso principale e corre trasversalmente lungo il pavimento fino a interessare la mezzeria della navata centrale, indicando la direzione sud - nord del meridiano terrestre del luogo. Non i rovinosi terremoti precedenti, quelli del 1894, del 1908 e del 1978 hanno danneggiato la meridiana che è giunta a noi quasi del tutto integra. La Sicilia può vantare su tutte le regioni italiane il primato per il numero di meridiane a camera oscura realizzate. La sua presenza testimonia il fervore culturale di una comunità che primeggiava con quella di Messina, dove vivaci intelletti come Francesco Maurolico e Antonio Maria Jaci, contribuirono nel XVIII e XIX secolo all'affermarsi delle scienze e dell'astronomia.
L'elenco dei siti ospitanti le installazioni di meridiane a camera oscura: la cattedrale di Maria Santissima Annunziata di Acireale, la Scuola Tecnica Regia di Caltanissetta, la chiesa dei Santissimi Apostoli Pietro e Paolo di Castiglione di Sicilia, il duomo di Santa Maria Assunta di Castroreale, la chiesa di San Nicolò l'Arena di Catania, la basilica cattedrale protometropolitana della Santa Vergine Maria Assunta di Messina, il duomo di San Giorgio di Modica, la cattedrale metropolitana della Santa Vergine Maria Assunta di Palermo.

## Opere documentate
- 1606, San Liberale Vescovo, statua marmorea, opera di Domenico Calanna, proveniente dalla chiesa di San Nicolò (1919) e trasferita nella chiesa della Candelora.[12]
- 1607, San Tommaso Apostolo, statua marmorea, opera d'autore ignoto, proveniente dalla chiesa di San Nicolò (1919) e trasferita nella chiesa della Candelora.[12]
- XVII secolo, Madonna di Loreto, statua marmorea, opera autografa di Francesco Antonio Molinaro, proveniente dalla chiesa di San Vito (1919) e trasferita nella chiesa della Candelora.[12]
- 1630, Sant'Antonio di Padova, statua marmorea, opera d'autore ignoto, trasferita nella chiesa di San Filippo Neri.[12]

## Sacrestia
- ?, Fonte, antica vasca lustrale, manufatto verosimilmente dismesso da ambiente arabo o ebreo e proveniente dalla sacrestia della chiesa della Candelora.[12]
- ?, San Michele Arcangelo, dipinto d'autore anonimo ispirato all'opera di Guido Reni, proveniente dalla chiesa di Santa Maria delle Grazie del convento dell'Ordine dei frati minori cappuccini.[12]
- XVII secolo, Bottega di Nazaret, dipinto d'autore anonimo proveniente dalla chiesa di Santa Maria delle Grazie del convento dell'Ordine dei frati minori cappuccini.[12]
- XVI secolo, Ottaviano Preconio, ritratto dell'arcivescovo, opera proveniente dal monastero di Santa Maria degli Angeli.[12]
- ?. Ciclo, dipinti raffiguranti i ritratti dei preti della chiesa di San Filippo Neri.[12]
- ?. Ciclo, dipinti su tela provenienti dalle raccolte della Pinacoteca di Santa Maria degli Angeli.[12]
  - Quasi tutte opere provenienti da altri luoghi di culto sono state esposte presso le istituzioni museali cittadine, alcune sono state in deposito o prestate per mostre tematiche al Museo regionale di Messina.

## Arcipreti del Duomo
L'arciprete è il decano fra i presbiteri di una parrocchia, responsabile per la corretta esecuzione dei doveri ecclesiastici e per lo stile di vita dei curati a lui sottoposti.
- Arciprete Giovanni Cutropia, XVIII secolo.
- Arciprete Mario Burrascano (1908).
- Arciprete Vincenzo Genovese.
- Arciprete Andrea La Cara Correnti (1932).
- Arciprete don Giuseppe Turrisi.
- Arciprete don Antonio Alfieri.

Arcate e manufatti tufacei.

## Feste religiose
- ?,[13] Riti della Settimana Santa.
- 15 agosto, Festa dell'Assunta, Solennità e funzione processionale documentata per celebrare il dogma dell'Assunzione di Maria e la patrona dell'arcipretura.
- 23, 24 e 25 agosto, Festa del Santissimo Crocifisso, Solennità e funzione processionale di ringraziamento. Evento documentato a partire dal 1864.
- 31 dicembre, Festa di San Silvestro, Ricorrenza liturgica e funzione processionale documentata per celebrare il patrono cittadino.

## Galleria d'immagini
Notturno, Piazza delle Aquile, Prospetto est, Veduta da Simigliano, Veduta dalla Biblioteca.